# Huilai
Huilai, tidigare romaniserat Hweilai, är ett härad i Jieyangs stad på prefekturnivå i provinsen Guangdong i sydöstra Kina. 
Huilai är indelat i 15 köpingar och tre administrativa enheter på sockennivå.
Köpingar (zhen):

- Aojiang (鳌江镇)
- Donggang (东港镇)
- Donglong (东陇镇)
- Huahu (华湖镇)
- Huicheng (惠城镇)
- Jinghai (靖海镇)
- Kuitan (葵潭镇)
- Longjiang (隆江镇)
- Qianzhan (前詹镇)
- Qiaoyuan (侨园镇)
- Qishi (岐石镇)
- Shenquan (神泉镇)
- Xian'an (仙庵镇)
- Xixi (溪西镇)
- Zhoutian (周田镇)

Områden på sockennivå:
- Dongpu Nongchang jordbruk (东埔农场)
- Kuitan Nongchang jordbruk (葵潭农场)
- Qingkeng Linchang skogsbruk (青坑林场)